# 不屈の男 アンブロークン
『不屈の男 アンブロークン』(ふくつのおとこ アンブロークン、原題: Unbroken: A World War II Story of Survival, Resilience, and Redemption) は、ローラ・ヒレンブランドによるルイス・ザンペリーニの伝記。
この伝記を原作とした映画がアメリカ合衆国で2014年12月25日、日本では2016年2月6日に公開された。

## 概要
アメリカ合衆国でランダムハウスにより2010年11月16日に刊行され、4年近くにわたり『ニューヨーク・タイムズ』のベストセラー・リストに名を連ねた。日本語訳は2016年2月8日、ラッセル秀子の翻訳によりKADOKAWAから刊行された。

## 映画
『不屈の男 アンブロークン』(原題: Unbroken) は、2014年のアメリカの歴史・伝記・スポーツ・戦争・ドラマ映画。ヒレンブランドによる伝記を原作とし、アンジェリーナ・ジョリーが監督と製作を務めた。映画はジャック・オコンネル演じるアメリカのオリンピック代表選手ルイス・“ルイ”・ザンペリーニを中心に描く。ザンペリーニは第二次世界大戦中に搭乗していた爆撃機が墜落し、いかだで47日間漂流した後に複数の捕虜収容所へと送られた。

### ストーリー
映画は1943年4月、ルイス・“ルイ”・ザンペリーニがアメリカ陸軍航空軍のB-24爆撃機の爆撃手として大日本帝国占領下のナウル島を爆撃する作戦に参加しているところから始まる。機体は激しい攻撃に遭い、搭乗員に負傷者が出る中、操縦士のフィルはタイヤがパンクしたおかげで機体を滑走路上に停止させることに成功する。
物語はルイが少年だったころのカリフォルニア州トーランスに遡る。彼は盗みや飲酒、喫煙の絶えない問題児であり、両親を困らせていた。イタリア系であるがためにいじめにも晒されていた。ある日、ルイは野球場で観客席の下から女性のドレスを覗いていたところを見つかる。彼の兄ピートは彼の逃げ足の速さに気づき、彼をランナーとして育てることを決める。やがてルイは長距離走で頭角を現し、「トーランスのトルネード」の異名を持つようになっていた。彼は1936年ベルリンオリンピックに出場し、5000メートル競走で最終周回の記録を打ち立て、8位に入賞する。
再び1943年。ルイと生き残った搭乗員仲間は新参の兵士とともに、かつて予備部品用に使われていた飛行機で救出作戦に出発する。しかし作戦途中で機体の左エンジン2基が故障し、飛行機は洋上に不時着する。ルイ、マック、フィルの3人は膨張式いかだに乗って生き残った。3日後、捜索機が上空を飛んでいるが見つけてもらうことができない。3人は残った食料や雨水、鳥、魚で飢えをしのぎながら、暴風雨やサメの攻撃を乗り切る。27日目には日本軍の戦闘機に見つかり、攻撃を受ける。33日目、マックが死亡する。
47日目、日本兵がルイとフィルを捕らえ、捕虜になった2人は強制労働に従事させられる。日本軍は2人に連合国についての情報を聞き出すため尋問にかける。ルイとフィルは別々の収容所に送られる。
ルイの送られた東京の収容所は「ザ・バード」こと渡邊睦裕伍長によって指揮されていた。渡邊は元オリンピック選手であるルイをとくに厳しく扱い、しばしば殴打した。ルイはラジオで祖国に存命であることを伝えることを許可される。しかし続けて日本を礼賛するプロパガンダを伝えることを強要され、拒否したルイは再び収容所に送られる。渡邊は他の捕虜一人一人に戻ってきたルイを殴らせる。
2年後、渡邊が昇級したため収容所を去る。安堵したルイだったが、収容所は東京大空襲の爆撃に遭い、ルイは渡邊の指揮する別の収容所に送られ、石炭の積載に従事させられる。渡邊は疲弊したルイが仕事を休むのを目に留め、ルイに巨大な木材を担がせ、看守に落としたら彼を撃つよう命令する。しかしルイは木材を担ぎ続け、激高した渡邊は彼を殴打する。
戦争が終結し、捕虜たちは解放される。米国に戻ったルイは故郷の地に口づけし、家族と抱き合う。
映画の最後には戦後の経緯に関するスライドショーが挿入されている。ザンペリーニは結婚して2人の子供をもうけた。フィルは恋人と結婚した。渡邊は連合国軍最高司令官ダグラス・マッカーサーによって40人の重要指名手配戦犯の一人として指名手配されたが、数年の逃奔の末に訴追を免れた。ザンペリーニは生涯キリスト教徒としての信仰を貫き、戦中に彼を捕らえた軍人たちを赦し、うち何人かには実際に面会した。しかし渡邊は最後までザンペリーニと会うことを拒み続けた。
1998年1月、81歳の誕生日を4日後に控えたザンペリーニは、日本で長野オリンピックの聖火ランナーを務め、かつて入監していた収容所からほど近い場所を走った。映画は2014年7月2日にザンペリーニが97歳で亡くなった旨の字幕で幕を閉じる。

### キャスト
※括弧内は日本語吹替
- ルイス・“ルイ”・ザンペリーニ - ジャック・オコンネル（岩田翼）
  - 少年期のルイ・ザンペリーニ - C・J・ヴァレロイ
- ラッセル・“フィル”・フィリップス - ドーナル・グリーソン（野島裕史）
- ジョン・フィッツジェラルド - ギャレット・ヘドランド（石田登星）
- 渡邊睦裕 - MIYAVI（土田大）
- フランシス・“マック”・マクナマラ - フィン・ウィットロック（加瀬康之）
- チャールトン・ヒュー・“カップ”・カパーネル - ジェイ・コートニー（志村知幸）
- ミラー - ルーク・トレッダウェイ
- ラジオ・トウキョウ・マン - 泉原豊

### 製作
1957年に既にザンペリーニの人生の映画化権を取得していたユニバーサル・ピクチャーズは、2011年1月に原作の映画化権を購入した。ウィリアム・ニコルソンとリチャード・ラグラヴェネーズが草稿を執筆し、当初はフランシス・ローレンスが監督に予定されていた。その後ジョリーが監督に就任し、コーエン兄弟が脚本の改稿に携わった。当初ユニバーサルの共同出資者にはウォールデン・メディアが予定されていたが、撮影開始前に降板し、レジェンダリー・ピクチャーズが取って代わった。渡邊睦裕役にはキャスティングディレクター奈良橋陽子の紹介によってMIYAVIが配役された。
主要撮影は2013年10月16日から2014年2月4日にかけてオーストラリアのクイーンズランド州、ニューサウスウェールズ州、シドニーのフォックス・スタジオ・オーストラリア、ゴールドコーストのヴィレッジ・ロードショー・スタジオで行われた。

### 音楽
映画のサウンドトラックは2014年12月15日に発売された。サウンドトラックにはアレクサンドル・デスプラの劇伴と、コールドプレイによる書き下ろし曲 "Miracles" が収録されている。

### 公開
本作の興行収入は北米で1億1564万ドル、その他の地域で4764万ドルの合計1億6327万ドルに上る。
北米では2014年12月25日に3,131館で公開された。オープニング週末には3175万ドルを売り上げ、興行ランキングで同日公開の『イントゥ・ザ・ウッズ』『ザ・ギャンブラー/熱い賭け』『ビッグ・アイズ』を破って『ホビット 決戦のゆくえ』に次ぐ2位に立った。

#### 日本での公開
日本では2014年夏ごろからインターネット上で本作の上映中止を求める運動が始まった。
とりわけ問題視されたのはヒレンブランドの原作における、日本軍によって「何千人もの捕虜が、死ぬまで叩くか焼くか刺すか棍棒で殴るかされたり、撃ち殺されたり、斬首されたり、医学実験の過程で殺されたり、儀式的 (ritual) なカニバリズム行為で生きたまま食べられたりした」という、映画には登場しない部分の記述である。このため、配給元のユニバーサル・ピクチャーズは、日本での公開について思案し、中国での公開についても、中国国内の反日感情を煽りかねないとして、「（中国で公開することで）反日感情をあおっているとみられるのは本意でない」としたが、2015年3月26日に中国で公開されている。映画評論家の町山智浩は、主語が「何千人もの捕虜」となっていることについて、「たしかに誤解を招く文章」としたうえで、この記述は九州大学生体解剖事件と小笠原事件に基づいており、「生きたまま」食べられたという点は誤りだが、批判者は儀式や祭事一般を意味する "ritual" という言葉を「伝統的儀式」の意味に誤って解釈していると述べている。Change.orgでは映画の公開中止を求める要望に8,000を超える署名が集まり、「史実を世界に発信する会」事務局長の茂木弘道は英『デイリー・テレグラフ』紙に「完全な捏造だ」「この映画は全く根拠がなく非道徳的だ」と語った。
これを受け、オランダ領東インド人の末裔で構成される団体「The Indo Project」は在アメリカ合衆国日本国大使館に宛てた公開中止の阻止を求める要望書をChange.orgで発表し、オランダの著名人から賛同が集まった。The Indo ProjectのInez Hollanderは要望書に添えられたジョリーへの公開書簡の中で、「第二次世界大戦における被害の統計は厄介で異論も多いが、ひとつ数字を挙げるならば、茂木氏はアメリカ海軍省図書館をご自分で確かめられるとよい。ドイツの収容所における米軍捕虜の合計 (93,941人) の死亡率は1%だったのに対し、日本や東南アジアで抑留された米軍捕虜 (27,465人) の死亡率は38〜40%だった」「この映画に描かれた戦争犯罪を否定することは、インドネシア中の戦没者墓地や共同墓地に眠る、直接ないし間接的に日本軍に殺された私たちの家族に対して行われた残虐行為を否定することである」と主張した。日本でもChange.orgで公開を求める署名が始まり、1,200件以上の署名が集まった。
日本でユニバーサル・ピクチャーズの作品を配給する東宝東和は公開を見送り、映画は最終的に独立系会社ビターズ・エンドの配給によって2016年2月6日から東京・渋谷のシアター・イメージフォーラムを皮切りに順次公開された。これは当初の予定よりもずっと小規模の公開である。東宝東和は2015年3月の段階で「『公開するな』との電話が数本あった」「公開を検討したが、結論は出ていない」と報じられていた。同年夏、ビターズ・エンドによる公開が決定。シアター・イメージフォーラムには公開までに抗議のメールが1、2通届いたものの、公開初日の上映は滞りなく行われた。

### 評価
本作に対する批評家の評価は割れている。Rotten Tomatoesは199件の批評に基づき、高評価の割合を51%、評価の平均を6/10、批評家の総意を「『不屈の男 アンブロークン』が善意に基づいているのは間違いないが、本来残して然るべき印象を残すに至るには、偉人映画の定石を少し多く踏みすぎている」としている。Metacriticは48件の批評に基づき59/100という「賛否両論または中くらいの評価」の値を示している。CinemaScoreの出口調査で観客はA+からFの間で「A-」の評価を与えた。

### 受賞とノミネート
| 賞                                               | 部門                                           | 対象 | 結果       |
| ------------------------------------------------ | ---------------------------------------------- | --- | ---------- |
| ハリウッド映画賞                                 | 新人賞                                         | ジャック・オコンネル | 受賞       |
| ナショナル・ボード・オブ・レビュー賞             | 作品賞トップ10                                 | 『不屈の男 アンブロークン』 | 受賞       |
| ナショナル・ボード・オブ・レビュー賞             | ブレイクスルー演技賞                           | ジャック・オコンネル (『名もなき塀の中の王』に対しても)                                                                        | 受賞       |
| アメリカン・フィルム・インスティチュート         | トップ10映画                                   | 『不屈の男 アンブロークン』 | 受賞       |
| セントルイス映画批評家協会賞                     | 脚色賞                                         | ジョエル・コーエン、イーサン・コーエン、 リチャード・ラグラヴェネーズ、ウィリアム・ニコルソン                                  | ノミネート |
| セントルイス映画批評家協会賞                     | 撮影賞                                         | ロジャー・ディーキンス | ノミネート |
| ヒューストン映画批評家協会賞                     | 撮影賞                                         | ロジャー・ディーキンス | ノミネート |
| クリティクス・チョイス・アワード                 | 作品賞                                         | 『不屈の男 アンブロークン』 | ノミネート |
| クリティクス・チョイス・アワード                 | 監督賞                                         | アンジェリーナ・ジョリー | ノミネート |
| クリティクス・チョイス・アワード                 | 脚色賞                                         | ジョエル・コーエン、イーサン・コーエン、 リチャード・ラグラヴェネーズ、ウィリアム・ニコルソン                                  | ノミネート |
| クリティクス・チョイス・アワード                 | 撮影賞                                         | ロジャー・ディーキンス | ノミネート |
| 全米映画俳優組合賞                               | スタント・アンサンブル賞                       | 『不屈の男 アンブロークン』 | 受賞       |
| 美術監督組合賞                                   | 歴史映画賞                                     | ジョン・ハットマン | ノミネート |
| 視覚効果協会賞                                   | 写実的または実写映画における補助的視覚効果     | 『不屈の男 アンブロークン』 | ノミネート |
| 映画音声協会賞                                   | 実写映画におけるサウンド・ミキシング           | デイヴィッド・リー、ジョン・テイラー、フランク・A・モンターニョ、 ジョナサン・アレン、ポール・ドレニング、ジョン・ギュントナー | ノミネート |
| メイクアップアーティスト・ヘアスタイリスト組合賞 | 長編映画における時代・キャラクターメイクアップ | トニ・G、ニック・ドーニング | ノミネート |
| 全米撮影監督協会賞                               | 長編映画部門                                   | ロジャー・ディーキンス | ノミネート |
| アカデミー賞                                     | 撮影賞                                         | ロジャー・ディーキンス | ノミネート |
| アカデミー賞                                     | 音響編集賞                                     | ベッキー・サリヴァン、アンドリュー・デクリストファーロ                                                                         | ノミネート |
| アカデミー賞                                     | 録音賞                                         | ジョン・テイラー、フランク・A・モンターニョ、デイヴィッド・リー                                                                | ノミネート |
| エンパイア賞                                     | 男性新人賞                                     | ジャック・オコンネル | ノミネート |
| サターン賞                                       | アクション/アドベンチャー映画賞                | 『不屈の男 アンブロークン』 | 受賞       |
| サターン賞                                       | 編集賞                                         | ウィリアム・ゴールデンバーグ、ティム・スクワイアズ                                                                             | ノミネート |